# Pica Roja
El Pica Roja, Pic de la Rouge o Pic de la Soucarrane és una muntanya de 2.903 metres que es troba entre els municipis d'Alins, a la comarca del Pallars Sobirà i l'Arieja a França.
Aquest cim està inclòs al llistat dels 100 cims de la FEEC.